# Park Street (Londres)
Park Street est une rue de la ville de Londres. Elle est située dans le district de la Cité de Westminster, dans le quartier de Mayfair.

## Situation et accès

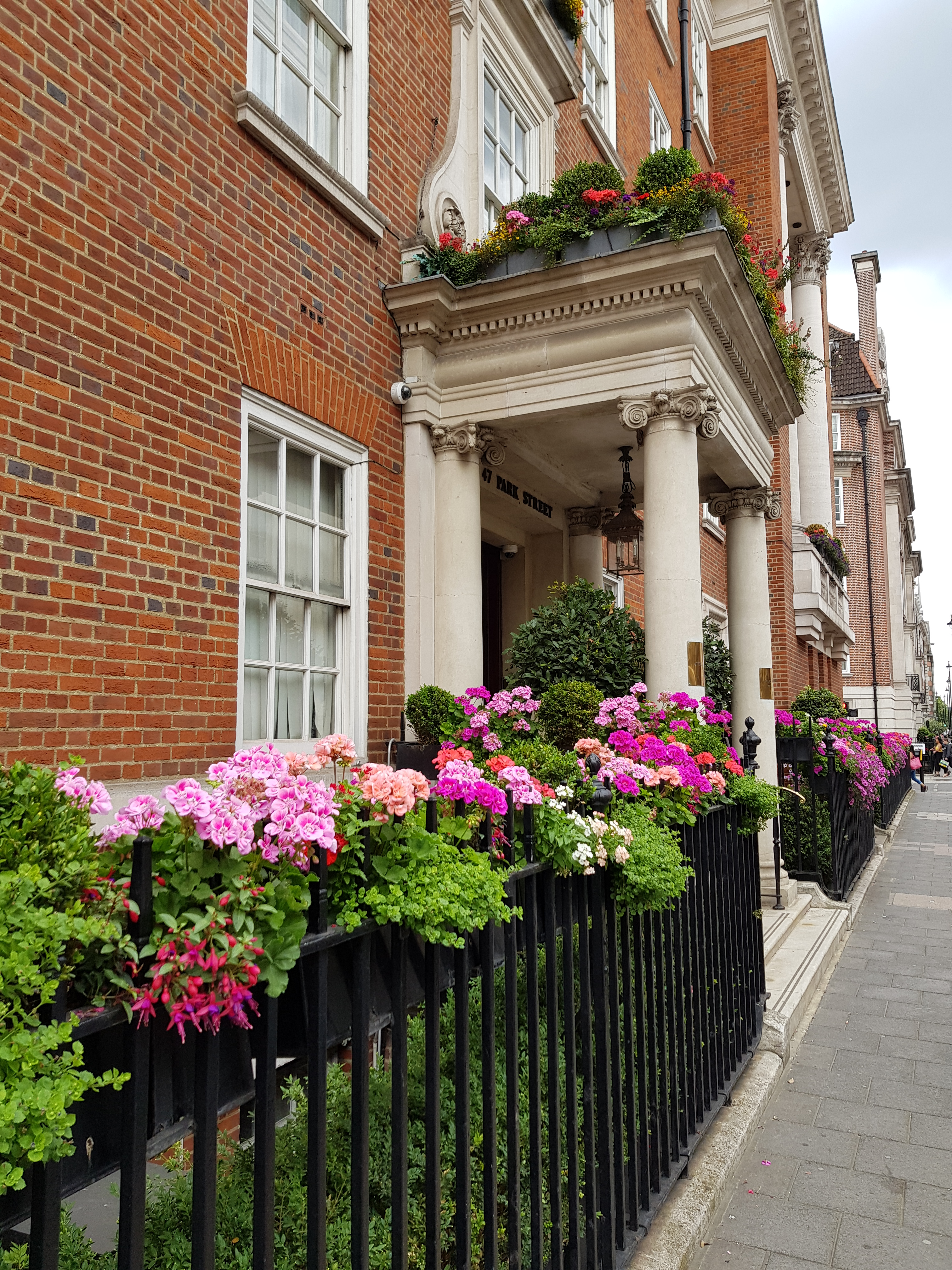
À la hauteur du no 47.

Park Street s'étend du nord au sud, à l’est de Park Lane. Elle commence à South Street et se finit à Oxford Street. Elle croise du nord au sud les rues de North Row, Green Street, Wood'Mews, Upper Brook Street, Culross Street, Upper Grosvenor Street, Reeves Mews, Mount Street, Aldford Street et aboutit dans South Street.
Elle est en sens unique dans le sens sud-nord.
Les stations de métro les plus proches sont Marble Arch, où circulent les trains de la ligne  Central, Bond Street, desservie par les lignes  Central  Jubilee et Hyde Park Corner, desservie par la ligne  Piccadilly.

## Origine du nom
Elle doit son nom à la proximité de Hyde Park.

## Historique
Elle a commencé à être construite dans les années 1720 mais ne l’a été complètement que dans les années 1770. Dans les années 1880-1890, de nombreuses propriétés privées ont été édifiées, remplaçant des constructions plus anciennes.

## Bâtiments remarquables et lieux de mémoire

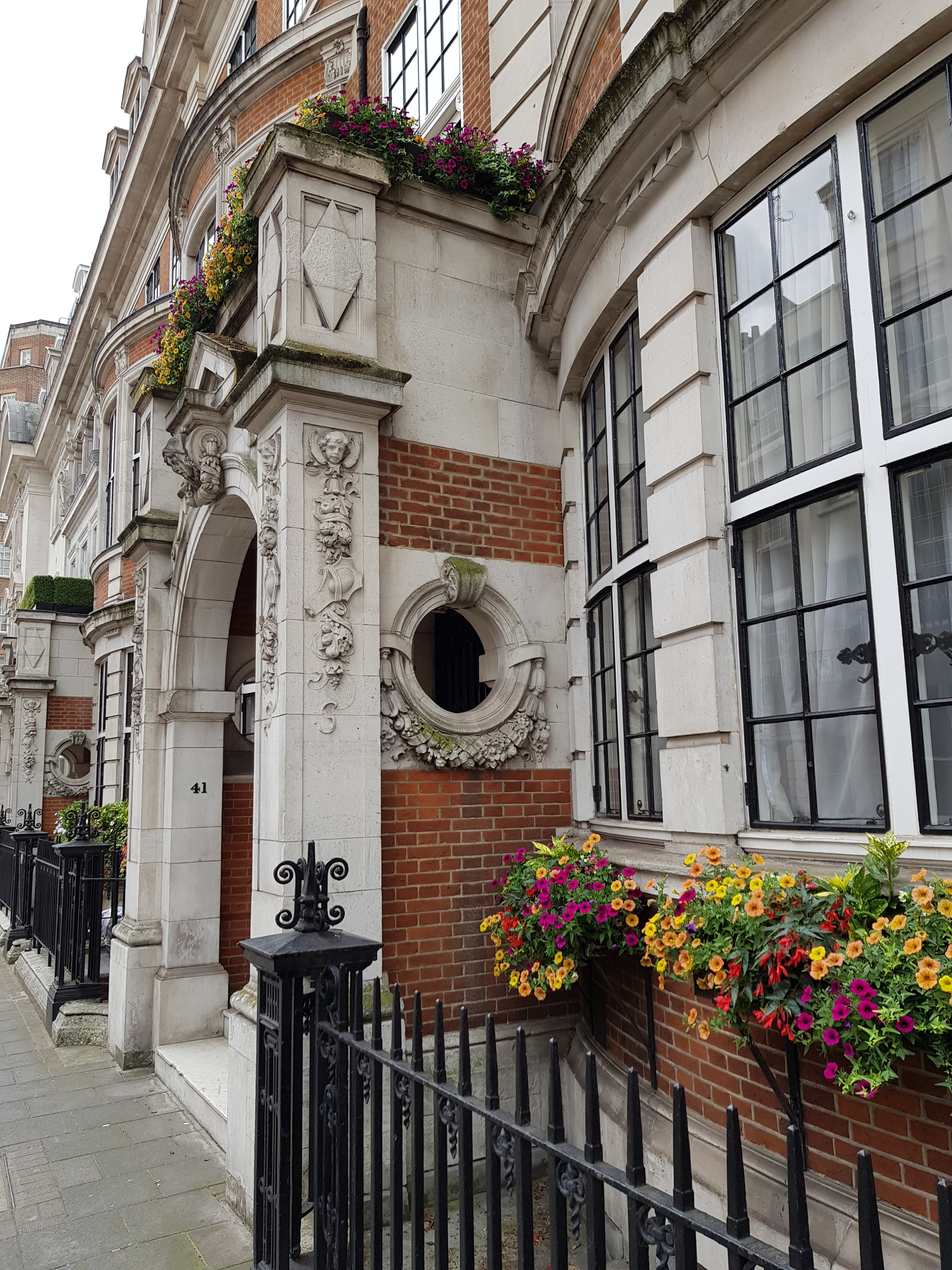
À la hauteur du no 41.

- Nos 37 à 43 : bâtiments construits de 1908 à 1911, en remplacement des maisons et écuries construites en 1730[1].

- Nos 45 à 49 : bâtiments construits de 1926 à 1935 par les architectes Wimperis, Simpson et Guthrie[1].

- No 47 : suites de luxe Grand Residences.

- No 71 : bâtiment construit en 1922-1924 ; le rez-de-chaussée est en pierre de Portland ; à l’origine, il n’y avait que quinze appartements[1].

- No 100 : à cette adresse se trouve en 1940 le Comité d’entr’aide aux Français en Grande-Bretagne, dont l’activité consiste à venir en aide aux réfugiés français à la recherche d’un emploi et d’un hébergement[2].

- No 116 : Park House, bâtiment ultramoderne construit en 2012 abritant magasins, bureaux et appartements de luxe.

### Bâtiment détruit
- Chapelle Sainte-Marie, dite de Park Street, construite en 1762-1763 et démolie en 1882[1].